# Khawhai
Khawhai är en ort i Indien.   Den ligger i distriktet Champhai och delstaten Mizoram, i den östra delen av landet, 1 700 km öster om huvudstaden New Delhi. Khawhai ligger 1 335 meter över havet och antalet invånare är 2 537.
Terrängen runt Khawhai är huvudsakligen kuperad. Khawhai ligger uppe på en höjd. Runt Khawhai är det ganska glesbefolkat, med 40 invånare per kvadratkilometer. I omgivningarna runt Khawhai växer i huvudsak städsegrön lövskog.